# Tigery
Tigery je francouzská obec v departementu Essonne, v regionu Île-de-France, 26 kilometrů jihovýchodně od Paříže.

## Geografie
Sousední obce: Étiolles, Quincy-sous-Sénart, Combs-la-Ville, Lieusaint, Saint-Germain-lès-Corbeil a Saint-Pierre-du-Perray.

## Vývoj počtu obyvatel
Počet obyvatel